# Сверхзвуковое движение
Сверхзвуковое движение — перемещение тела в пространстве со скоростью, превышающей значение скорости звука. Момент движения, когда значение скорости тела достигает значения скорости распространения звуковой волны, соответствует точке звукового барьера. Характеристики движения тел при скоростях ниже звукового барьера и выше звукового барьера, отличаются существенно. Отличительная особенность в данном случае - образование ударной волны перед телом, преодолевшим звуковой барьер и находящимся в условиях движения со сверхзвуковой скоростью.

## Теоретические проблемы

### Ударная волна в условиях сверхзвукового движения
Ударная волна, рождённая в условиях сверхзвукового движения тела, характеризуется фронтом разной формы исходя из геометрии объекта. Так, движение тела с головной частью округлой формы сопровождается формированием волны, обладающей кривой параболической поверхностью. Такая волна движется, несколько опережая объект. Однако совсем иначе выглядит процесс формирования волны объектом, имеющим заострённую головную часть. Здесь фронт ударной волны приобретает конусообразную форму, а верхняя точка конуса контактирует с объектом. В любом случае, сверхзвуковое движение тела порождает образование зон воздуха, резко отличающихся друг от друга по уровню плотности.
Тело в движении, имеющее притуплённую форму головной части, обладает свойствами снижения турбулентности. Такая форма объекта предпочтительна для применения в условиях движения с дозвуковыми скоростями. Если же речь идёт о преодолении звукового барьера и движении со скоростью выше скорости звука, более предпочтительной становится заострённая форма головной части тела. Именно на основе такого принципа разрабатывались, к примеру, снаряды для пушек. Этот же принцип заложен в конструкциях сверхзвуковых самолётов. Конструируя сверхзвуковые летательные аппараты, изобретатели стремятся снизить сопротивление ударной волны путём придания корпусу самолёта той формы, которая бы максимально приближалась к стреловидной (заострённой) форме.

### Тепловой барьер сверхзвукового движения
Использование летательных аппаратов обусловлено одной важной деталью. Прежде чем достичь значений сверхзвуковых скоростей, самолёт требуется поднять в воздух, либо по окончании полёта опустить аппарат на землю. Перед конструкторами встаёт сложная задача – создание универсальной формы тела, обладающей одинаково малыми сопротивлениями, как в дозвуковом диапазоне скоростей, так и в сверхзвуковом диапазоне скоростей. Современные сверхзвуковые летательные аппараты способны развивать скорость до нескольких тысяч км/час. Конструкторам самолётов удалось преодолеть звуковой барьер. Казалось бы, остаётся лишь наращивать значение скорости. Но на практике оказалось не всё так просто. Другая, не менее сложная задача – преодоление теплового барьера, отметилась серьёзным препятствием на пути.
В режиме движения реактивного самолёта или того же снаряда, воздух впереди любого из отмеченных объектов сжимается. Процесс сжатия сопровождается повышением температуры, что приводит к нагреву воздушных потоков, рассекаемых самолётом либо снарядом. Точке преодоления звукового барьера соответствует значение температуры в +60 °С. Это не такое большое значение температуры, способное ограничить конструкторские действия. Но если скорость движения увеличивается вдвое относительно скорости движения в точке звукового барьера, значение температуры приближается уже к +250 °С. Увеличение скорости втрое приводит к нагреву воздушных потоков до 820 °С. Наконец, при скорости движения 10 км/с и более, практически любое тело начинает расплавляться, настолько высокой становится температура воздушных потоков. Простой пример – вхождение космического тела, такого как астероид или метеорит, в атмосферу Земли. Подобные космические объекты (относительно небольших размеров), как правило, движутся со скоростью более 10  км/с, и практически полностью сгорают в атмосфере по причине нагрева поверхности тела до уровня критической температуры.

## Сверхзвуковые объекты
Начальная скорость пули большинства образцов современного огнестрельного оружия больше 1 М.
Некоторые самолёты, среди которых большинство современных истребителей разгоняются до сверхзвуковых скоростей. Также было разработано несколько пассажирских сверхзвуковых самолётов — Ту-144, Конкорд. Ведутся работы над сверхзвуковым реактивным самолётом с тремя двигателями Lockheed Martin N+2 и Aerion AS2.
Автомобили, как правило, развивают лишь дозвуковые скорости, однако единичные модели способны превысить скорость звука.
Ракетные сани способны развить сверхзвуковую скорость.
Космические аппараты и их носители, а также многие космические объекты движутся с первой космической и большими скоростями, чьи значения обычно превышают скорость звука.
Молекулы кислорода при обычной комнатной температуре движутся со сверхзвуковой средней скоростью, составляющей около 480 метров в секунду.